# Jean Laurent

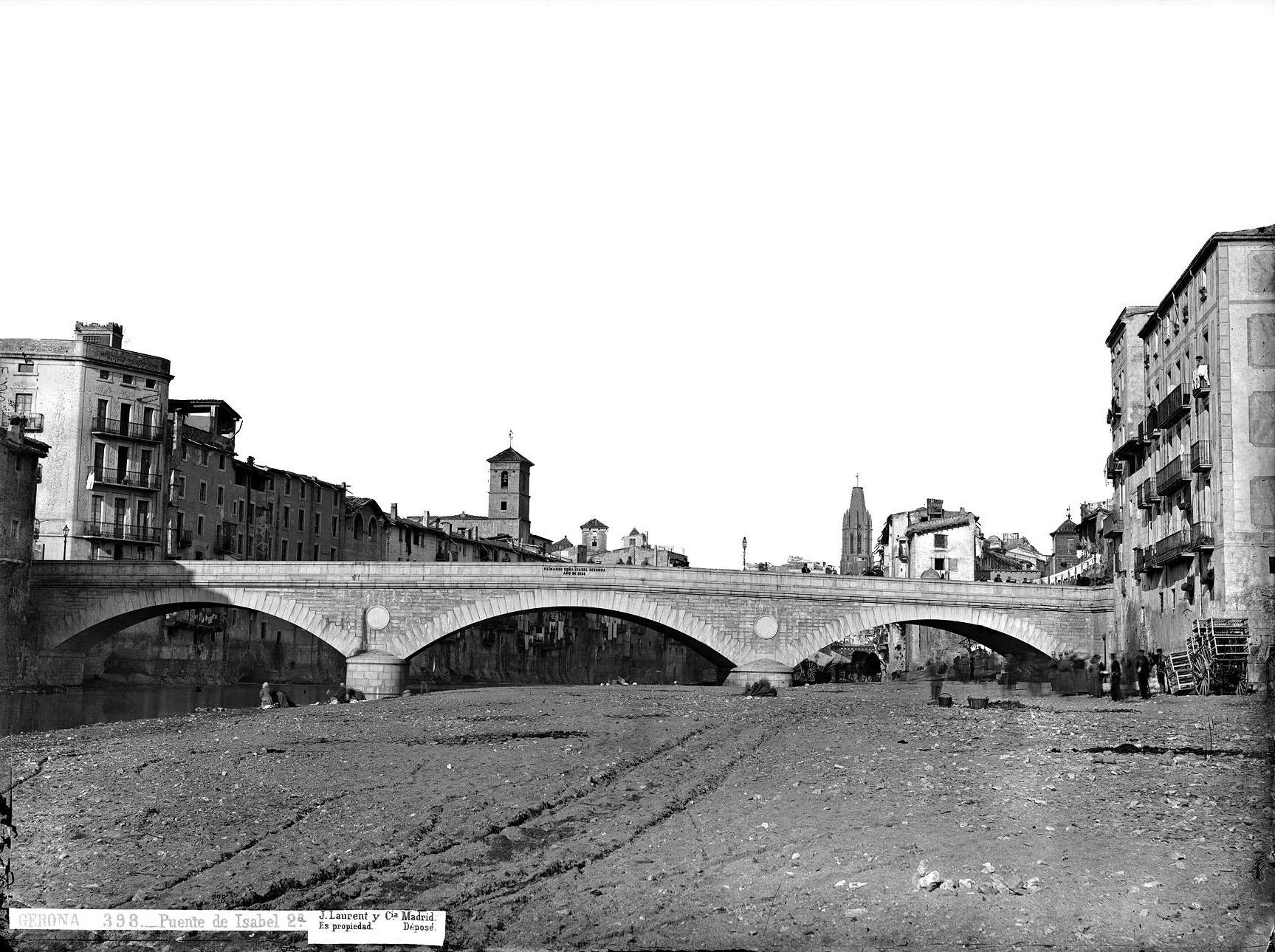
Vista del Pont de Pedra de Girona, cap a l'any 1867. Fotografia presa per José Martínez Sánchez, associat a J. Laurent, per a la seva inclusió en els àlbums d'Obres Públiques d'Espanya, mostrats en l'Exposició Universal de París, de 1867.

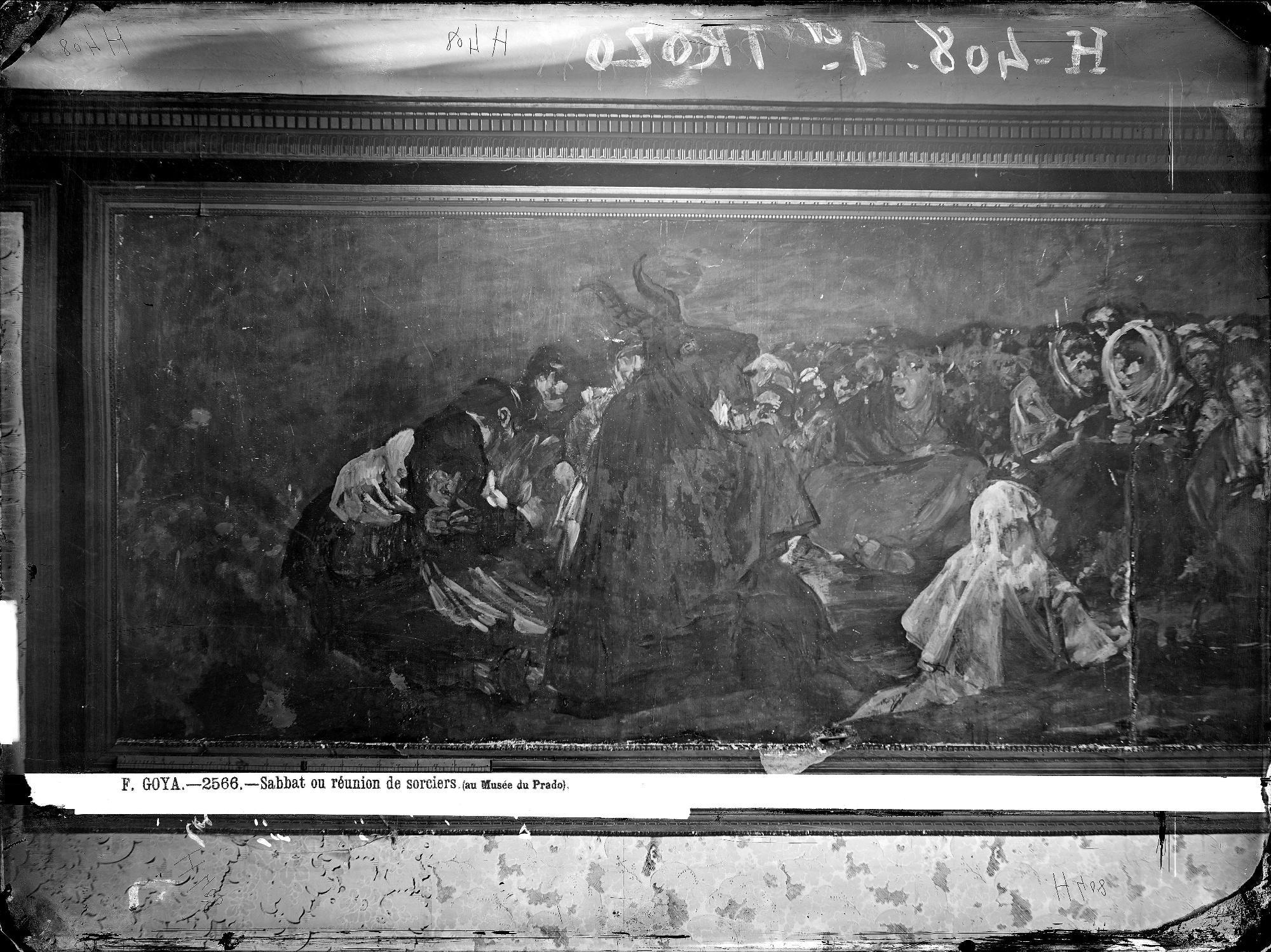
El 1874, Laurent va fotografiar l'aquelarre amb llum elèctrica. El cartell indicant "Museu del Prado" va ser afegit al negatiu de vidre original (de 27 x 36 centímetres) pels successors de Laurent, cap a l'any 1890.

Jean Laurent o Juan Laurent Minier (Garchizy, Nevers (França), 23 de juliol de 1816 - Madrid, 24 de novembre de 1886) va ser un dels més importants fotògrafs que van treballar a Espanya durant el segle xix.
Establert a Madrid el 1843, va començar a interessar-se per la fotografia el 1855, prenent vistes panoràmiques de ciutats, paisatges, monuments, obres públiques i obres d'art de la península Ibèrica, així com retratant personalitats i tipus populars.
El 1874 Laurent va fotografiar les 14 pintures murals conservades a l'antiga casa de Goya (Quinta del Sordo), a Madrid. Aquesta sèrie es coneix com les Pintures Negres. El més interessant és que les fotografies van ser preses immediatament abans que les pintures fossin traslladades des dels murs a llenços. A més, possiblement Laurent utilitza un equip portàtil d'il·luminació elèctrica, ja que les pintures es trobaven en un interior. En aquesta època, habitualment els fotògrafs havien de fotografiar els quadres a l'exterior dels museus, a plena llum del sol.

## Ainaud, enviat de Laurent
La casa Laurent va enviar a diversos fotògrafs a obtenir negatius en algunes províncies, i completar els fons del seu arxiu. Així, mentre el mateix Laurent estava prenent vistes en una ciutat, un altre equip de fotògrafs treballava en un altre lloc. Tots aquests negatius es van incorporar a l'arxiu de Laurent a Madrid.
Entre els anys 1870 i 1872, Jules Ainaud va ser un d'aquests comissionistes o enviats de Laurent. Ainaud va prendre moltes vistes a l'arc mediterrani, des de Múrcia fins a Barcelona. Per exemple, va ser el veritable autor de fotografies molt notables de València, Tarragona i el monestir de Montserrat.